# Luchthaven Abakan
Luchthaven Abakan (Russisch: Международный Аэропорт Абакан) is een luchthaven 4 kilometer ten noordwesten van de stad Abakan in de Russische autonome republiek Chakassië.

## Bereikbaarheid
Luchthaven Abakan is vanuit het centrum van Abakan bereikbaar per buslijn 3 en 32, trolleybus № 3, № 4 en № 5 Tevens verbinden de buslijn 32 en de trolleybussen № 4 en № 5 de luchthaven met het treinstation van Abakan.

## Luchtvaartmaatschappijen en bestemmingen
| Luchtvaartmaatschappij                                                    | Bestemmingen (per mei 2010)  |
| ------------------------------------------------------------------------- | ---------------------------- |
| Krasnojarskaja Transportnaja Kompanija uitgevoerd door Tulpar Air Service | Norilsk                      |
| Kavminvodyavia                                                            | Barnaoel, Norilsk            |
| S7 Airlines                                                               | Moskou-Domodedovo            |
| Vladivostok Avia                                                          | Moskou Vnoekovo, Vladivostok |

## Ongelukken en incidenten
- Op 27 november 1996 stortte kort na vertrek een Iljoesjin Il-76 neer van de Russische luchtmacht. Bij het ongeval kwamen alle 23 inzittenden van het toestel om het leven.[3]